# Jales
Jales este un oraș în São Paulo (SP), Brazilia.